# Centro Cultural Iberoamericano
El Centro Cultural Iberoamericano (CCI) es una institución cultural y educativa, creada con el apoyo del Ministerio de Cultura de la Federación Rusa y las embajadas iberoamericanas, que promueve la cultura y los idiomas de los países de habla hispana y portuguesa. El centro forma parte de la Biblioteca Estatal de Literatura Extranjera Panrusa M. I. Rudomino y tiene su propio fondo de libros, que consiste en libros en español, portugués, catalán, gallego y ruso.

## Actividades
- Proveer acceso a la literatura en español y portugués, incluyendo recursos electrónicos y bases científicas;
- Servir a los lectores en la biblioteca y de forma remota;
- Organizar y proveer varias actividades culturales en formato offline y online;
- Participación en foros, conferencias y otras actividades.[1]

## Formato de actividades
- Clubs de conversación
- Clases abiertas y webinarios
- Exposiciones
- Presentaciones de libros
- Proyecciones
- Lecciones
- Mesas redondas
- Tardes poéticas
- Encuentros con hablantes nativos
- Fiestas nacionales y festivales[1]